# Nanyuki
Nanyuki es una localidad de Kenia, con estatus de municipio, perteneciente al condado de Laikipia.
Tiene 49 233 habitantes según el censo de 2009. Se sitúa en el límite con los condados de Nyeri y Meru.

## Demografía
Los 49 233 habitantes del municipio se reparten así en el censo de 2009:
- Población urbana: 31 826 habitantes (15 708 hombres y 16 118 mujeres)
- Población periurbana: 6372 habitantes (3793 hombres y 2579 mujeres)
- Población rural: 11 035 habitantes (5545 hombres y 5490 mujeres)

## Transportes
Se sitúa sobre la carretera A2, que une Nairobi con Etiopía. Al sur, esta carretera lleva a Nyeri y Thika. Al noreste, lleva a Marsabit. Al noroeste sale la carretera C76, que lleva a Rumuruti.

## Clima
| Parámetros climáticos promedio de Nanyuki | Parámetros climáticos promedio de Nanyuki | Parámetros climáticos promedio de Nanyuki | Parámetros climáticos promedio de Nanyuki | Parámetros climáticos promedio de Nanyuki | Parámetros climáticos promedio de Nanyuki | Parámetros climáticos promedio de Nanyuki | Parámetros climáticos promedio de Nanyuki | Parámetros climáticos promedio de Nanyuki | Parámetros climáticos promedio de Nanyuki | Parámetros climáticos promedio de Nanyuki | Parámetros climáticos promedio de Nanyuki | Parámetros climáticos promedio de Nanyuki | Parámetros climáticos promedio de Nanyuki |
| Mes                                       | Ene.                                      | Feb.                                      | Mar.                                      | Abr.                                      | May.                                      | Jun.                                      | Jul.                                      | Ago.                                      | Sep.                                      | Oct.                                      | Nov.                                      | Dic.                                      | Anual                                     |
| ----------------------------------------- | ----------------------------------------- | ----------------------------------------- | ----------------------------------------- | ----------------------------------------- | ----------------------------------------- | ----------------------------------------- | ----------------------------------------- | ----------------------------------------- | ----------------------------------------- | ----------------------------------------- | ----------------------------------------- | ----------------------------------------- | ----------------------------------------- |
| Temp. máx. media (°C)                     | 25                                        | 26.1                                      | 25                                        | 23.3                                      | 22.8                                      | 23.3                                      | 22.2                                      | 22.8                                      | 24.4                                      | 23.9                                      | 22.8                                      | 23.3                                      | 23.9                                      |
| Temp. mín. media (°C)                     | 7.2                                       | 8.3                                       | 9.4                                       | 10.6                                      | 10                                        | 8.9                                       | 8.3                                       | 8.3                                       | 7.8                                       | 8.3                                       | 9.4                                       | 8.3                                       | 8.9                                       |
| Precipitación total (mm)                  | 12.7                                      | 22.9                                      | 45.7                                      | 119.4                                     | 81.3                                      | 50.8                                      | 68.6                                      | 66                                        | 48.3                                      | 63.5                                      | 86.4                                      | 38.1                                      | 698.5                                     |
| Fuente: Weatherbase                       |                                           |                                           |                                           |                                           |                                           |                                           |                                           |                                           |                                           |                                           |                                           |                                           |                                           |